# Acordo de Trípoli
Acordo de Trípoli (também conhecido como Declaração de Trípoli) foi assinado em 8 de fevereiro de 2006 pelo presidente chadiano Idriss Déby, pelo presidente sudanês Omar Hassan al-Bashir e pelo líder líbio Muammar Gaddafi, numa tentativa de encerrar efetivamente com o conflito entre os chadianos e os sudaneses que devastou as cidades fronteiriças no leste do Chade e a região de Darfur no oeste do Sudão desde dezembro de 2005. 
O acordo resultou em fracasso depois de vários confrontos violentos entre tropas do governo chadiano e rebeldes no leste, onde o Chade romperia os laços diplomáticos com o Sudão, o qual foi acusado de apoiar os rebeldes chadianos.